# Frontière entre la Corée du Nord et la Russie

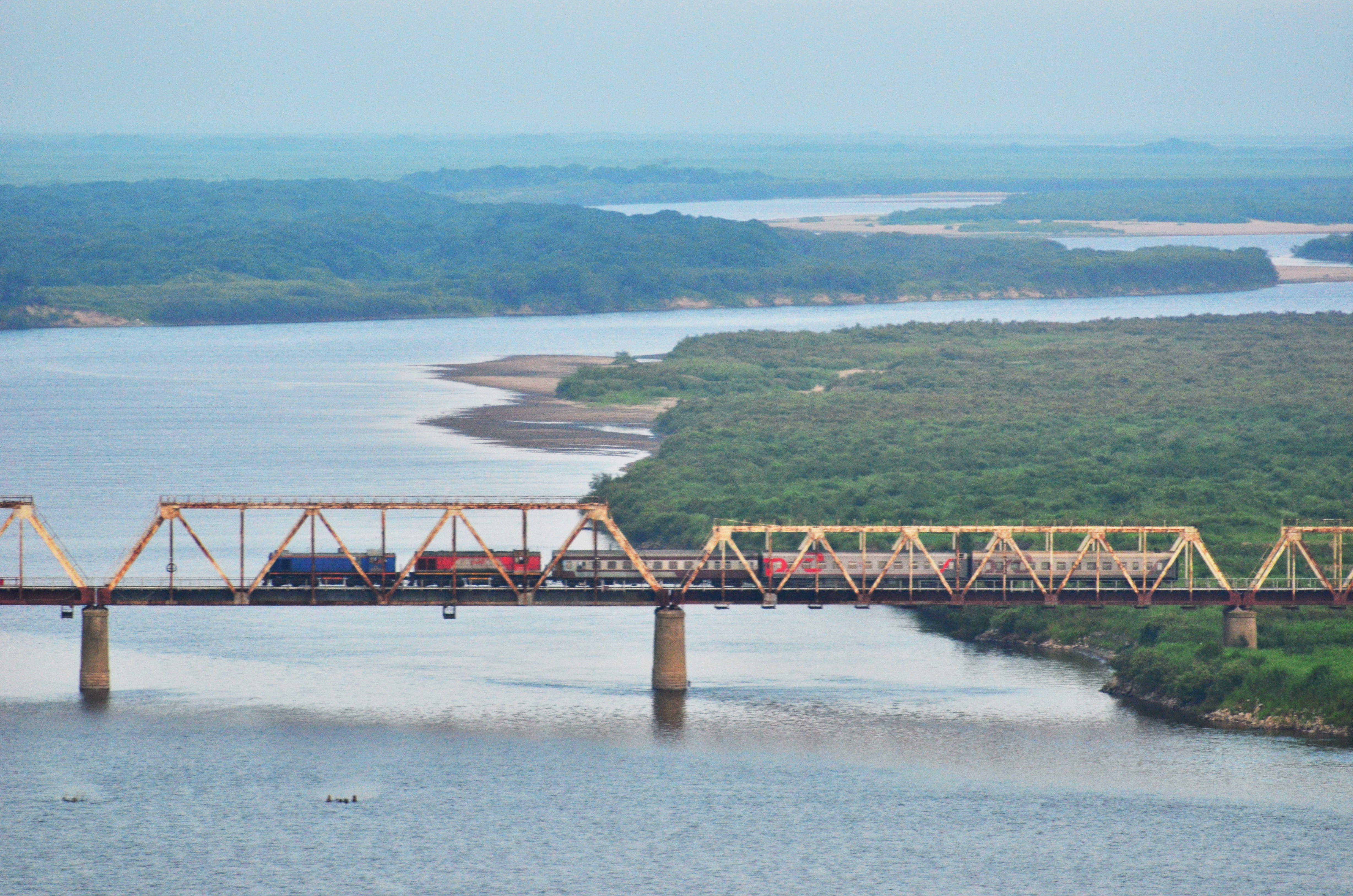
Pont de l'Amitié entre la Russie et la Corée du Nord

La partie terrestre (en fait, fluviale) de la frontière entre les deux pays mesure 19 km, ce qui en fait l'une des plus petites frontières internationales ; spécifiquement, pour les deux États, il s'agit de la frontière internationale la plus courte.
La partie maritime mesure environ 285 km.

## Tracé
La frontière, longeant le fleuve Tumen, est située dans le nord-est de la Corée du Nord et l'est de la Russie. Elle débute non loin de la ville russe de Khassan, à la jonction avec les frontières sino-russe et sino-coréenne (42° 25′ N, 130° 36′ E). Elle suit le milieu du fleuve Tumen vers le sud jusqu'à son embouchure dans la mer du Japon (42° 17′ 34,34″ N, 130° 41′ 49,16″ E).
La frontière maritime suit ensuite une direction sud-est, tout d'abord jusqu'à la limite des eaux territoriales des deux pays (42° 09′ N, 130° 53′ E), puis de leurs zones économiques exclusives (40° 16′ N, 132° 49′ E).
Administrativement, la frontière sépare d'une part le raïon de Khassan du kraï russe de Primorié et d'autre part la ville nord-coréenne de Rasŏn.
Concernant la frontière maritime, cette dernière a fait l'objet d'un accord bilatéral signé le 3 septembre 1990 : la frontière entre les eaux territoriales dans la mer du Japon court en ligne droite jusqu'au point d'intersection avec la ligne de la limite extérieure des eaux territoriales russes et coréennes, dont les coordonnées géographiques du point B est 42° 09′ 00″ N, 130° 53′ 00″ E.

## Passage
La frontière est traversée par un pont ferroviaire, le pont de l'Amitié, près de sa limite nord. Ce pont ferroviaire comporte deux sections jointives à la verticale de la frontière établie au milieu du chenal principal du fleuve Tumen :
- la section russe, de 89,1 mètres, comporte un tablier en béton armé ;
- la section nord-coréenne, de 491,5 mètres, comporte un tablier métallique.

## Historique
La frontière apparaît formellement au traité d'Aigun en 1858, entre la Corée et l'Empire russe. Elle n'a pas évolué depuis, ni lors de l'annexion de la Corée par le Japon (1910) ni lors de la création de l'URSS (1922), ni lors de la dislocation de l'URSS (1991).
La Corée du Nord devient indépendante du Japon en 1945. Dans la deuxième moitié des années 1980, plusieurs traités précisent le tracé de la frontière, y compris dans sa partie maritime,.